# Барасат
Барасат (англ. Barasat) — город в индийском штате Западная Бенгалия. Административный центр округа Северные 24 парганы. Средняя высота над уровнем моря — 4 метра. По данным всеиндийской переписи 2001 года, в городе проживало 231 515 человек, из которых мужчины составляли 51 %, женщины — соответственно 49 %. Уровень грамотности взрослого населения составлял 77 % (при общеиндийском показателе 59,5 %). 10 % населения было моложе 6 лет. Барасат имеет очень высокое загрязнение воздуха.